# Jądro środkowe nerwu okoruchowego
Jądro środkowe nerwu okoruchowego, jądro Perlii, jądro Spitzki (ang. nucleus of Perlia, nucleus of Spitzka) – mała, nieparzysta grupa komórek nerwowych zlokalizowana w śródmózgowiu pomiędzy jądrami ruchowymi nerwów okoruchowych. Dokładniej, znajduje się pomiędzy grupami motoneuronów unerwiających lewy i prawy mięsień prosty przyśrodkowy gałki ocznej, doogonowo względem jądra przedniego pośrodkowego i jądra Edingera-Westphala. Uważa się, że neurony jądra Perlii odpowiadają za mechanizm konwergencji gałek ocznych. Impulsacja z jądra Perlii kieruje się na obie strony do obszaru jądrowego mięśnia przyśrodkowego prostego oraz do jądra Edingera-Westphala, skąd kierowana jest do zwoju rzęskowego i mięśnia rzęskowego (akomodacja) oraz do zwieracza źrenicy.
Opisał je niemiecki okulista Richard Perlia. W tym samym roku strukturę opisał Bruce. Jako pierwszy rolę jądra Perlii w konwergencji gałek ocznych zasugerował Knies w 1891.